# Gmina Cono

Położenie Gminy Conow hrabstwie Buchanan

Gmina Cono (ang. Cono Township) – gmina w USA, w stanie Iowa, w hrabstwie Buchanan. Według danych z 2000 roku gmina miała 420 mieszkańców.